# Малл Нукке
Малл Нукке (ісп. Mall Nukke; *6 грудня 1964, Таллінн) — естонська художниця.

## Біографія
Малл Нукке народилася 6 грудня 1964 у Таллінні (Естонія). Вона відвідувала Школу Мистецтв для дітей в Таллінні з 1977 по 1979, Арт-школу Коплі, також у Таллінні, з 1981 по 1983, тим часом відвуючи і Школу Каліграфії Ківіхол (Таллін з 1982 по 1983). Із 1985 Малл Нукке навчалася в Естонській Академії Мистецтв, закінчивши Department of Graphic Fine Arts в 1992 як MA. Вона викладала малювання в Саллі Стуудіо з 1994. Вона — член Аосціації Естонських друкарів та Асоціації естонських художників із 1992, член естонської Асоціації Художників з 2009. Короткий документальний фільм "Mall Nukke" був показаний у 1998 році на естонському телебаченні.